# 聖約翰教堂 (哥本哈根)

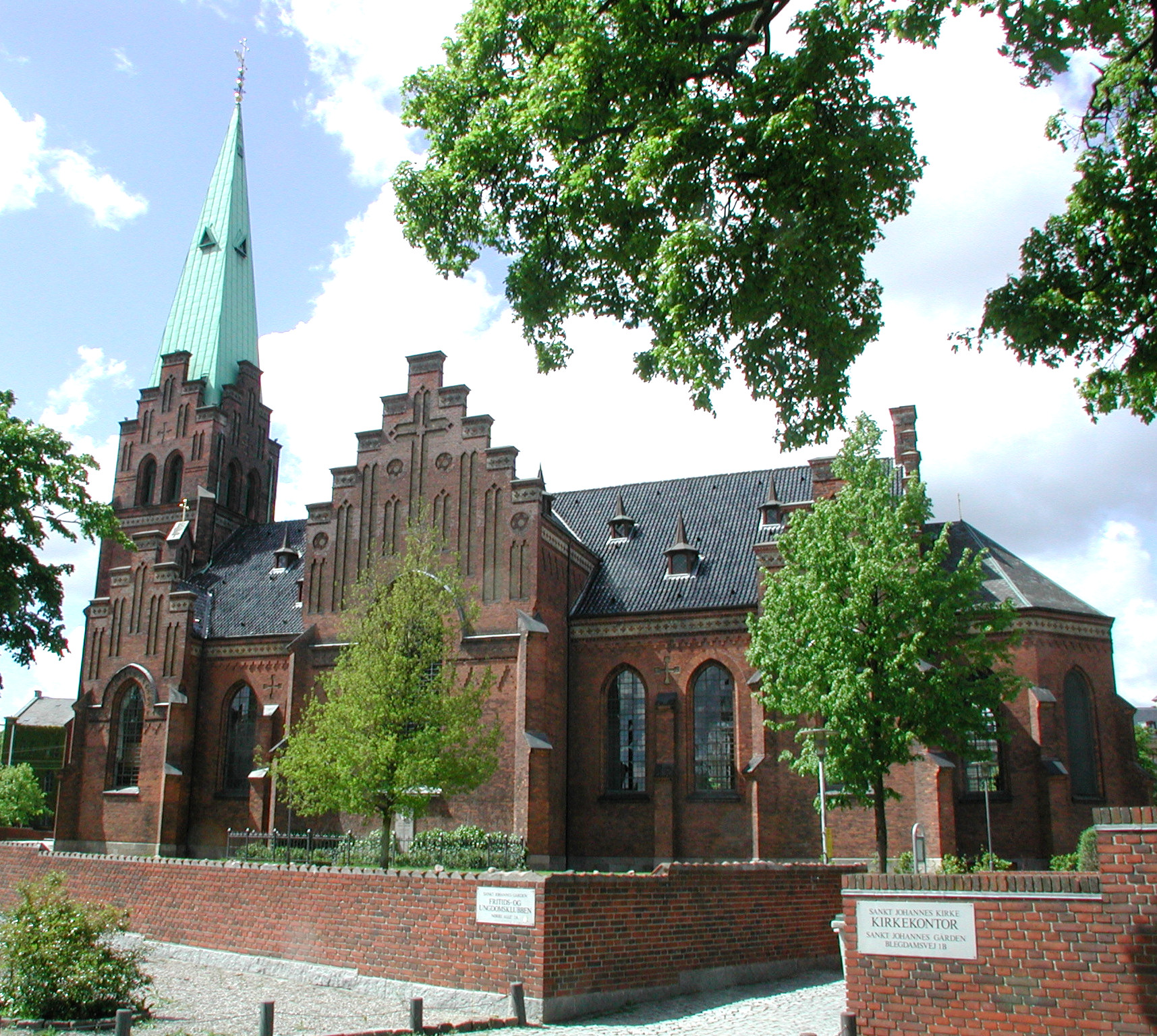

聖約翰教堂（丹麥語：Sankt Johannes Kirke）是丹麥首都哥本哈根的一座教堂。該教堂屬於丹麥國教會（路德宗），位於諾勒布羅地區的中心。這座教堂啟用於1861年，是哥本哈根城牆以外區域修建的首座教堂。教堂外觀是新哥特式建築。

## 外部連結
- Official website （页面存档备份，存于）